# Беннетт, Сьюзан
Сьюзан Беннетт (англ. Susan Bennett; род. 29 января 1949, Клинтон, штат Нью-Йорк, США) — американская актриса кино, театра и озвучивания, певица. Она наиболее известна как американский голос Apple Siri, впервые появившийся на iPhone 4S 4 октября 2011 года.
Карьера Беннетт началась в 1974 году, когда она снялась в музыкальной рекламе Первого Национального банка Атланты 
Tillie the All-Time Teller. Она записала сообщения для систем оповещения в терминалах Delta Air Lines во всем мире, а также озвучивала программное обеспечение в сфере образования, GPS навигации, телефонных систем. Голос Беннетт был также использован в многочисленных местных и национальных телевизионных рекламных роликах для Ford, Coca-Cola, Fisher-Price, McDonald, The Home Depot, Goodyear, VISA, Macy’s, Hot Pockets, Club Med, Cartoon Network и других.
В 1994 году была номинирована на премию  CableACE Award  в категории  Talk Show Series  как продюсер сериала «Перекрёстный огонь».

## Фильмография
| Год  |     | Русское название    | Оригинальное название     | Роль             |
| ---- | --- | ------------------- | ------------------------- | ---------------- |
| 1983 | с   |                     | Austin City Limits        | играет саму себя |
| 2005 | мф  | Дельго              | Delgo                     | Мельса           |
| 2015 | с   | Шоу Джека и Триумфа | The Jack and Triumph Show | играет саму себя |
| 2015 | кор |                     | Recommended Dose          | С.Э.М            |
| 2017 | мф  | Лего Фильм: Бэтмен  | The Lego Batman Movie     | компьютер        |